# Trip at Knight
Trip at Knight – czwarty album studyjny amerykańskiego rapera i piosenkarza Trippiego Redda, wydany 20 sierpnia 2021 roku przez 1400 Entertainment i 10k Projects. Na albumie gościnnie wystąpili: SoFaygo, Drake, Lil Uzi Vert, Playboi Carti, Ski Mask the Slump God, Lil Durk, Polo G, Babyface Ray, Sada Baby, Icewear Vezzo i zmarli raperzy Juice Wrld i XXXTentacion. Od 25 sierpnia odbędzie się trasa koncertowa promująca album. Jest to kontynuacja jego debiutanckiego albumu Life’s a Trip. Album zajął drugie miejsce na liście Billboard 200 oraz 1 na liście Top R&B/Hip-Hop Albums.

## Lista utworów
Opracowano na podstawie materiału źródłowego.
1. „Molly Hearts” – 2:42
2. „MP5” (gościnnie: SoFaygo) – 2:39
3. „Betrayal” (gościnnie Drake) – 2:32
4. „Finish Line” – 2:22
5. „Holy Smokes” (gościnnie: Lil Uzi Vert) – 3:01
6. „Super Cell” – 2:41
7. „Miss the Rage” (gościnnie: Playboi Carti) – 3:56
8. „Supernatural" – 2:20
9. „Demon Time” (gościnnie: Ski Mask the Slump God) – 2:39
10. „Matt Hardy 999” (gościnnie: Juice WRLD) – 3:08
11. „Vibes” – 2:04
12. „New Money” – 2:24
13. „Danny Phantom” (gościnnie: XXXTentacion) – 2:16
14. „Space Time” – 1:59
15. „Baki” – 2:27
16. „iPhone” – 2:01
17. „Rich MF” (gościnnie: Polo G, Lil Durk)  – 4:07
18. „Captain Crunch” (gościnnie: Sada Baby, Icewear Vezzo, Babyface Ray)  – 4:10